# 1998-as magyarországi önkormányzati választás
1998. október 18-án önkormányzati választást tartottak Magyarországon.

## Választási rendszer
Az önkormányzati választás rendszere az 1990-ben és 1994-ben elfogadott szabályokon alapult. A rendszerváltás óta ez volt az első olyan önkormányzati választás, amelyet nem előzött meg közvetlenül a választás előtt jelentős törvénymódosítás.
Részleges változást egy 1997 tavaszán elfogadott törvény jelentett, amiben a választási eljárást egységesen újra szabályozták. Mindez azonban a választási rendszer alapjait nem érintette.
A legfontosabb változás az ajánlások rendszerében történt. 1998-tól újra az egy személy egy ajánlás elve került előtérbe (szemben az 1994-es többes ajánlás rendszerével). Ennek kapcsán a jelöltállításhoz szükséges ajánlások számát is csökkentették.
Az önkormányzati rendszer kétszintű volt, egyrészt települési, másrészt területi önkormányzatokból állt.

### Települési önkormányzatok
| Település lakóinak száma | Polgármester- választás | Képviselő- választás |
| ------------------------ | ----------------------- | -------------------- |
| 1 – 10 000               | közvetlen               | kislista             |
| 10 000 fölött            | közvetlen               | vegyes               |

A települési választáson polgármestert és képviselőket választhattak a polgárok.
A polgármester-választás folyamata egyszerű volt: a választók a nekik tetsző jelöltre szavazhattak, és ezek közül a legtöbb szavazatot kapó nyert. (Akkor is, ha a többi indulóra együttesen többen szavaztak.)
A képviselő-választás módja a lakók számától függött. Ha 10 ezer főnél nem laktak többen a településen, akkor úgynevezett kislistás rendszerben, ha ennél többen éltek ott, akkor úgynevezett vegyes rendszerben választották meg a képviselőket. A képviselő-testület létszáma is a lakók számától függött.
| Lakó           | Képviselő |
| -------------- | --------- |
| 1 – 100        | 3         |
| 101 – 600      | 5         |
| 601 – 1 300    | 7         |
| 1 301 – 3 000  | 9         |
| 3 001 – 5 000  | 11        |
| 5 001 – 10 000 | 13        |

| Lakó            | Képviselő      | Képviselő      | Képviselő |
| Lakó            | Egyéni         | Listás         | Össz.     |
| --------------- | -------------- | -------------- | --------- |
| 10 001 – 25 000 | 10             | 7              | 17        |
| 25 001 – 50 000 | 14             | 9              | 23        |
| 50 001 – 60 000 | 15             | 10             | 25        |
| 60 001 – 70 000 | 16             | 11             | 27        |
| 70 000 fölött   | minden további | minden további |           |
| 70 000 fölött   | 10 000         | 15 000         |           |
| 70 000 fölött   | lakó után +1   |                |           |

A legkisebb falvakban 3 képviselőből állt a testület, míg a legnagyobb városban, Debrecenben 50 képviselőt választhattak meg a polgárok.
Egyik típusú választás esetén sem volt második forduló, nem volt érvényességi, vagy eredményességi küszöb.
|                                                  |                  |           |           |  |  |
| 10 ezer lakóig – kislistás választási rendszer   |                  |           |           |  |  |
|                                                  | „kistelepülések” | 2 990     | 3 250 284 |  |  |
|                                                  |                  |           |           |  |  |
| 10 ezer lakó fölött – vegyes választási rendszer |                  |           |           |  |  |
|                                                  | „középvárosok”   | 118       | 1 761 565 |  |  |
| megyei jogú városok                              | 22               | 1 622 289 |           |  |  |
| fővárosi kerületek                               | 23               | 1 495 261 |           |  |  |
|                                                  |                  | 163       | 4 879 115 |  |  |
|                                                  |                  |           |           |  |  |
| Összesen                                         | Összesen         | 3 153     | 8 129 399 |  |  |

Magyarország 1998-ban 3 153 települési önkormányzatra oszlott. A választópolgárok száma 8,1 millió volt.
Az önkormányzatok döntő többsége – közel háromezer – kistelepülési, azaz legfeljebb 10 ezer lakóval bíró volt. Három és egy negyed millió választópolgár, az összes választójogosult 40%-a élt ezeken településeken. Ezen önkormányzatok képviselőit kislistás rendszerben választották meg.
Vegyes választási rendszerben választottak képviselőket a 10 ezernél népesebb településeken. Összesen 163 ilyen önkormányzat létezett, és a választójogosultak 60%-a, közel 4,9 millió polgár tartozott a joghatóságuk alá. Ezek közül 118 település tartozott a középvárosok sorába, amelyek lakóinak száma ugyan meghaladta a 10 ezer főt, de nem rendelkeztek megyei jogú városi címmel. Ugyancsak vegyes választási rendszerben választhatta meg képviselőit a 22 megyei jogú város és a 23 fővárosi került is.

### Területi önkormányzatok
| Települési önkormányzat jogállása | Területi önkormányzat | Területi önkormányzat | Területi önkormányzat      | Területi önkormányzat |
| Települési önkormányzat jogállása | választott testület   | választás módja       | választás módja            |                       |
| Települési önkormányzat jogállása | választott testület   | kép- viselő           | vezető                     |                       |
| --------------------------------- | --------------------- | --------------------- | -------------------------- | --------------------- |
| község, nagyközség, város         | megyei közgyűlés      | listás                | közvetett közgyűlés elnöke |                       |
| megyei jogú város                 | –                     |                       |                            |                       |
| fővárosi kerület                  | fővárosi közgyűlés    | listás                | közvetlen főpolgármester   |                       |

A területi önkormányzatok nem fedték le az ország egészét.
- A községek, nagyközségek és városok polgárai a megyei közgyűlési választáson adhatták le a szavazataikat.
- A megyei jogú városok nem tartoztak semmilyen területi önkormányzathoz, ők maguk, mint települések látták el az ezzel kapcsolatos feladatokat. Így polgáraik csak települési önkormányzatokat választottak, területi önkormányzat megválasztásában nem vettek részt.
- A fővárosban élők a fővárosi közgyűlés összetételéről dönthettek.

Területi önkormányzattal a 19 megye és a főváros rendelkezett.
Megyei önkormányzatok
A megyei közgyűlés képviselőit az adott megyében lakó, de nem megyei jogú városban élő polgárok választhatták meg.
A képviselőket listás rendszerben választották. A megye területe két választókerületre oszlott, az egyikbe a legfeljebb 10 ezer fős kistelepülések, a másikba pedig az ennél népesebb középvárosok tartoztak. A két választókerületben külön-külön lehetett listákat állítani. A közgyűlésbe való bejutáshoz 4%-os eredményt kellett elérni az adott kerületben.
| Települési önkormányzat jogállása | Önkormányzatok száma | Választójogosultak száma |
| --------------------------------- | -------------------- | ------------------------ |
| község, nagyközség, város         | 19 megyei közgyűlés  | 5 011 849                |
| megyei jogú város                 | –                    | –                        |
| fővárosi kerület                  | 1 fővárosi közgyűlés | 1 495 261                |
| Összesen                          | 20                   | 6 507 110                |

A megye vezetőjét, azaz a közgyűlés elnökét, nem közvetlenül a választópolgárok, hanem a képviselők választották meg.
Fővárosi önkormányzat
A fővárosi önkormányzat választási rendjét külön szabályozta a törvény. A választás szempontjából a budapesti kerületek települési, a főváros egésze pedig területi önkormányzatként értelmeződött.
A kerületek képviselőit vegyes rendszerben, a fővárosi képviselőket listán választották. Utóbbiban a bejutási küszöb 4%-os volt. A kerületi polgármestereket és a főpolgármestert közvetlenül választották.

### Választókerületek
| Települési önkormányzatok | Összesen  |                   | kistelepülési 10 ezer lakóig | középvárosi 10 ezer lakó fölött | nagyvárosi       | nagyvárosi |
| Települési önkormányzatok | Összesen  | megyei jogú város | kistelepülési 10 ezer lakóig | középvárosi 10 ezer lakó fölött | fővárosi kerület |            |
| ------------------------- | --------- | ----------------- | ---------------------------- | ------------------------------- | ---------------- | ---------- |
| Önkormányzat              | 3 153     |                   | 2 990                        | 118                             | 22               | 23         |
| Választópolgár            | 8 129 399 | 3 250 284         | 1 761 565                    | 3 117 550                       | 3 117 550        |            |
| Területi önkormányzatok   | Összesen  |                   | megyék                       | megyék                          |                  | főváros    |
| Önkormányzat              | 20        |                   | 19                           | 19                              | –                | 1          |
| Választópolgár            | 6 507 110 | 5 011 849         | 5 011 849                    | 0–0                             | 1 495 261        |            |
|                           |           |                   |                              |                                 |                  |            |

Magyarország 1998-ban húsz területi és 3 153 települési önkormányzatra oszlott.
A települési önkormányzatok döntő többsége – közel háromezer – kistelepülési, azaz legfeljebb 10 ezer lakóval bíró volt. A középvárosok sorába azok a települések tartoztak, amelyek lakóinak száma meghaladta a 10 ezer főt, de nem rendelkeztek megyei jogú városi címmel. Ezek száma 118 volt. A nagyvárosi önkormányzatok közé a 22 megyei jogú város és a 23 fővárosi kerület tartozott.
Területi önkormányzattal a 19 megye és a főváros rendelkezett.
Különleges helyzetben voltak a megyei jogú városok. Nem tartoztak a megyei önkormányzat joghatósága alá, mivel egyszerre láttak települési és területi önkormányzati feladatokat. Ennek megfelelően polgáraik nem is vettek részt a megyei önkormányzatok megválasztásában.
A választásra jogosult polgárok száma 8,1 millió volt. Közülük bő három millió kistelepülési, s közel ugyanennyi nagyvárosi önkormányzatok területén élt.
| Önkormányzatok és választópolgárok száma országrészenként | Önkormányzatok és választópolgárok száma országrészenként | Önkormányzatok és választópolgárok száma országrészenként | Önkormányzatok és választópolgárok száma országrészenként | Önkormányzatok és választópolgárok száma országrészenként | Önkormányzatok és választópolgárok száma országrészenként | Önkormányzatok és választópolgárok száma országrészenként | Önkormányzatok és választópolgárok száma országrészenként | Önkormányzatok és választópolgárok száma országrészenként | Önkormányzatok és választópolgárok száma országrészenként | Önkormányzatok és választópolgárok száma országrészenként |
| Országrész                                                | Országrész                                                |                                                           | Települési önkormányzat                                   | Települési önkormányzat                                   | Települési önkormányzat                                   | Települési önkormányzat                                   | Települési önkormányzat                                   |                                                           | Területi önkormányzat megye / főváros                     | Területi önkormányzat megye / főváros                     |
| Országrész                                                | Országrész                                                | kistelepülési 10 ezer lakóig                              | középvárosi 10 ezer lakó fölött                           | nagyvárosi                                                | nagyvárosi                                                | Összesen                                                  |                                                           |                                                           | Területi önkormányzat megye / főváros                     | Területi önkormányzat megye / főváros                     |
| Országrész                                                | Országrész                                                | kistelepülési 10 ezer lakóig                              | középvárosi 10 ezer lakó fölött                           | megyei jogú város                                         | fővárosi kerület                                          | Összesen                                                  |                                                           |                                                           | Területi önkormányzat megye / főváros                     | Területi önkormányzat megye / főváros                     |
| --------------------------------------------------------- | --------------------------------------------------------- | --------------------------------------------------------- | --------------------------------------------------------- | --------------------------------------------------------- | --------------------------------------------------------- | --------------------------------------------------------- | --------------------------------------------------------- | --------------------------------------------------------- | --------------------------------------------------------- | --------------------------------------------------------- |
|                                                           |                                                           |                                                           |                                                           |                                                           |                                                           |                                                           |                                                           |                                                           |                                                           |                                                           |
| Önkormányzatok száma                                      |                                                           |                                                           |                                                           |                                                           |                                                           |                                                           |                                                           |                                                           |                                                           |                                                           |
|                                                           | Dunántúl                                                  |                                                           | 1 659                                                     | 34                                                        | 12                                                        | –                                                         | 1 705                                                     |                                                           | 9                                                         | 9                                                         |
| Alföld és Észak                                           | 1 174                                                     | 57                                                        | 10                                                        | –                                                         | 1 241                                                     | 9                                                         | 9                                                         |                                                           |                                                           |                                                           |
| Közép-Magyarország                                        | 157                                                       | 27                                                        | –                                                         | 23                                                        | 207                                                       | 1                                                         | 1                                                         |                                                           |                                                           |                                                           |
|                                                           |                                                           |                                                           | 2 990                                                     | 118                                                       | 45                                                        | 45                                                        | 3 153                                                     |                                                           | 20                                                        | 20                                                        |
|                                                           |                                                           |                                                           |                                                           |                                                           |                                                           |                                                           |                                                           |                                                           |                                                           |                                                           |
| Választópolgárok száma                                    |                                                           |                                                           |                                                           |                                                           |                                                           |                                                           |                                                           |                                                           |                                                           |                                                           |
|                                                           | Dunántúl                                                  |                                                           | 1 240 652                                                 | 478 289                                                   | 758 327                                                   | 758 327                                                   | 2 477 268                                                 |                                                           | 1 718 941                                                 | 1 718 941                                                 |
| Alföld és Észak                                           | 1 621 485                                                 | 860 442                                                   | 863 962                                                   | 863 962                                                   | 3 345 889                                                 | 2 481 927                                                 | 2 481 927                                                 |                                                           |                                                           |                                                           |
| Közép-Magyarország                                        | 388 147                                                   | 422 834                                                   | 1 495 261                                                 | 1 495 261                                                 | 2 306 242                                                 | 2 306 242                                                 | 2 306 242                                                 |                                                           |                                                           |                                                           |
|                                                           |                                                           |                                                           | 3 250 284                                                 | 1 761 565                                                 | 3 117 550                                                 | 3 117 550                                                 | 8 129 399                                                 |                                                           | 6 507 110                                                 | 6 507 110                                                 |

| Önkormányzatok és választópolgárok száma területi bontásban | Önkormányzatok és választópolgárok száma területi bontásban | Önkormányzatok és választópolgárok száma területi bontásban | Önkormányzatok és választópolgárok száma területi bontásban | Önkormányzatok és választópolgárok száma területi bontásban | Önkormányzatok és választópolgárok száma területi bontásban | Önkormányzatok és választópolgárok száma területi bontásban | Önkormányzatok és választópolgárok száma területi bontásban | Önkormányzatok és választópolgárok száma területi bontásban | Önkormányzatok és választópolgárok száma területi bontásban | Önkormányzatok és választópolgárok száma területi bontásban | Önkormányzatok és választópolgárok száma területi bontásban | Önkormányzatok és választópolgárok száma területi bontásban |
| Megye / főváros                                             |                                                             | Települési önkormányzat                                     | Települési önkormányzat                                     | Települési önkormányzat                                     | Települési önkormányzat                                     | Települési önkormányzat                                     | Települési önkormányzat                                     | Települési önkormányzat                                     | Települési önkormányzat                                     |                                                             | Területi önkormányzat megye / főváros                       | Területi önkormányzat megye / főváros                       |
| Megye / főváros                                             | Kistelepülések 10 ezer lakóig                               | Kistelepülések 10 ezer lakóig                               | Középvárosok 10 ezer lakó fölött                            | Középvárosok 10 ezer lakó fölött                            | Nagyvárosok megyei jogú város / fővárosi kerület            | Nagyvárosok megyei jogú város / fővárosi kerület            | Összesen                                                    | Összesen                                                    |                                                             |                                                             | Területi önkormányzat megye / főváros                       | Területi önkormányzat megye / főváros                       |
| Megye / főváros                                             | Önk.                                                        | Jog.                                                        | Önk.                                                        | Jog.                                                        | Önk.                                                        | Jog.                                                        | Önk.                                                        | Jog.                                                        | Önk.                                                        | Jog.                                                        |                                                             |                                                             |
| ----------------------------------------------------------- | ----------------------------------------------------------- | ----------------------------------------------------------- | ----------------------------------------------------------- | ----------------------------------------------------------- | ----------------------------------------------------------- | ----------------------------------------------------------- | ----------------------------------------------------------- | ----------------------------------------------------------- | ----------------------------------------------------------- | ----------------------------------------------------------- | ----------------------------------------------------------- | ----------------------------------------------------------- |
|                                                             |                                                             |                                                             |                                                             |                                                             |                                                             |                                                             |                                                             |                                                             |                                                             |                                                             |                                                             |                                                             |
| Baranya                                                     |                                                             | 296                                                         | 140 154                                                     | 4                                                           | 56 122                                                      | 1                                                           | 130 696                                                     | 301                                                         | 326 972                                                     |                                                             | 1                                                           | 196 276                                                     |
| Fejér                                                       | 102                                                         | 174 265                                                     | 3                                                           | 30 607                                                      | 2                                                           | 129 057                                                     | 107                                                         | 333 929                                                     | 1                                                           | 204 872                                                     |                                                             |                                                             |
| Győr-Moson-Sopron                                           | 168                                                         | 153 928                                                     | 3                                                           | 41 615                                                      | 2                                                           | 147 298                                                     | 173                                                         | 342 841                                                     | 1                                                           | 195 543                                                     |                                                             |                                                             |
| Komárom-Esztergom                                           | 68                                                          | 105 539                                                     | 5                                                           | 84 162                                                      | 1                                                           | 58 343                                                      | 74                                                          | 248 044                                                     | 1                                                           | 189 701                                                     |                                                             |                                                             |
| Somogy                                                      | 239                                                         | 166 027                                                     | 4                                                           | 48 882                                                      | 1                                                           | 55 679                                                      | 244                                                         | 270 588                                                     | 1                                                           | 214 909                                                     |                                                             |                                                             |
| Tolna                                                       | 102                                                         | 108 709                                                     | 5                                                           | 62 705                                                      | 1                                                           | 29 121                                                      | 108                                                         | 200 535                                                     | 1                                                           | 171 414                                                     |                                                             |                                                             |
| Vas                                                         | 211                                                         | 107 320                                                     | 4                                                           | 41 148                                                      | 1                                                           | 66 863                                                      | 216                                                         | 215 331                                                     | 1                                                           | 148 468                                                     |                                                             |                                                             |
| Veszprém                                                    | 219                                                         | 153 954                                                     | 5                                                           | 95 493                                                      | 1                                                           | 48 922                                                      | 225                                                         | 298 369                                                     | 1                                                           | 249 447                                                     |                                                             |                                                             |
| Zala                                                        | 254                                                         | 130 756                                                     | 1                                                           | 17 555                                                      | 2                                                           | 92 348                                                      | 257                                                         | 240 659                                                     | 1                                                           | 148 311                                                     |                                                             |                                                             |
| Dunántúl                                                    |                                                             | 1 659                                                       | 1 240 652                                                   | 34                                                          | 478 289                                                     | 12                                                          | 758 327                                                     | 1 705                                                       | 2 477 268                                                   |                                                             | 9                                                           | 1 718 941                                                   |
|                                                             |                                                             |                                                             |                                                             |                                                             |                                                             |                                                             |                                                             |                                                             |                                                             |                                                             |                                                             |                                                             |
| Bács-Kiskun                                                 |                                                             | 108                                                         | 207 446                                                     | 9                                                           | 143 779                                                     | 1                                                           | 84 159                                                      | 118                                                         | 435 384                                                     |                                                             | 1                                                           | 351 225                                                     |
| Békés                                                       | 66                                                          | 146 112                                                     | 8                                                           | 124 476                                                     | 1                                                           | 53 682                                                      | 75                                                          | 324 270                                                     | 1                                                           | 270 588                                                     |                                                             |                                                             |
| Borsod-Abaúj-Zemplén                                        | 345                                                         | 295 665                                                     | 9                                                           | 142 328                                                     | 1                                                           | 150 078                                                     | 355                                                         | 588 071                                                     | 1                                                           | 437 993                                                     |                                                             |                                                             |
| Csongrád                                                    | 55                                                          | 111 170                                                     | 3                                                           | 62 373                                                      | 2                                                           | 170 931                                                     | 60                                                          | 344 474                                                     | 1                                                           | 173 543                                                     |                                                             |                                                             |
| Hajdú-Bihar                                                 | 74                                                          | 158 591                                                     | 7                                                           | 106 199                                                     | 1                                                           | 165 716                                                     | 82                                                          | 430 506                                                     | 1                                                           | 264 790                                                     |                                                             |                                                             |
| Heves                                                       | 114                                                         | 160 884                                                     | 3                                                           | 56 008                                                      | 1                                                           | 47 195                                                      | 118                                                         | 264 087                                                     | 1                                                           | 216 892                                                     |                                                             |                                                             |
| Jász-Nagykun-Szolnok                                        | 68                                                          | 150 019                                                     | 9                                                           | 122 871                                                     | 1                                                           | 62 711                                                      | 68                                                          | 335 601                                                     | 1                                                           | 272 890                                                     |                                                             |                                                             |
| Nógrád                                                      | 123                                                         | 104 982                                                     | 3                                                           | 34 768                                                      | 1                                                           | 37 955                                                      | 127                                                         | 177 705                                                     | 1                                                           | 139 750                                                     |                                                             |                                                             |
| Szabolcs-Szatmár-Bereg                                      | 221                                                         | 286 616                                                     | 6                                                           | 67 640                                                      | 1                                                           | 91 535                                                      | 228                                                         | 445 791                                                     | 1                                                           | 354 256                                                     |                                                             |                                                             |
| Alföld és Észak                                             |                                                             | 1 174                                                       | 1 621 485                                                   | 57                                                          | 860 442                                                     | 10                                                          | 863 962                                                     | 1 241                                                       | 3 345 889                                                   |                                                             | 9                                                           | 2 481 927                                                   |
|                                                             |                                                             |                                                             |                                                             |                                                             |                                                             |                                                             |                                                             |                                                             |                                                             |                                                             |                                                             |                                                             |
| Pest                                                        |                                                             | 157                                                         | 388 147                                                     | 27                                                          | 422 834                                                     | –                                                           |                                                             | 184                                                         | 810 981                                                     |                                                             | 1                                                           | 810 981                                                     |
| Budapest                                                    | –                                                           |                                                             | –                                                           |                                                             | 23                                                          | 1 495 261                                                   | 23                                                          | 1 495 261                                                   | 1                                                           | 1 495 261                                                   |                                                             |                                                             |
| Közép-Magyarország                                          |                                                             | 157                                                         | 388 147                                                     | 27                                                          | 422 834                                                     | 23                                                          | 1 495 261                                                   | 207                                                         | 2 306 242                                                   |                                                             | 2                                                           | 2 306 242                                                   |
|                                                             |                                                             |                                                             |                                                             |                                                             |                                                             |                                                             |                                                             |                                                             |                                                             |                                                             |                                                             |                                                             |
| Összesen                                                    |                                                             | 2 990                                                       | 3 250 284                                                   | 118                                                         | 1 761 565                                                   | 45                                                          | 3 117 550                                                   | 3 153                                                       | 8 129 399                                                   |                                                             | 20                                                          | 6 507 110                                                   |
|                                                             |                                                             |                                                             |                                                             |                                                             |                                                             |                                                             |                                                             |                                                             |                                                             |                                                             |                                                             |                                                             |

## Jelöltállítás
| Polgármester-jelöltek száma területi bontásban | Polgármester-jelöltek száma területi bontásban | Polgármester-jelöltek száma területi bontásban | Polgármester-jelöltek száma területi bontásban | Polgármester-jelöltek száma területi bontásban | Polgármester-jelöltek száma területi bontásban | Polgármester-jelöltek száma területi bontásban | Polgármester-jelöltek száma területi bontásban | Polgármester-jelöltek száma területi bontásban | Polgármester-jelöltek száma területi bontásban | Polgármester-jelöltek száma területi bontásban | Polgármester-jelöltek száma területi bontásban | Polgármester-jelöltek száma területi bontásban   | Polgármester-jelöltek száma területi bontásban   | Polgármester-jelöltek száma területi bontásban   | Polgármester-jelöltek száma területi bontásban   | Polgármester-jelöltek száma területi bontásban | Polgármester-jelöltek száma területi bontásban | Polgármester-jelöltek száma területi bontásban | Polgármester-jelöltek száma területi bontásban | Polgármester-jelöltek száma területi bontásban |
| Megye / főváros                                |                                                | Kistelepülések 10 ezer lakóig                  | Kistelepülések 10 ezer lakóig                  | Kistelepülések 10 ezer lakóig                  | Kistelepülések 10 ezer lakóig                  |                                                | Középvárosok 10 ezer lakó fölött               | Középvárosok 10 ezer lakó fölött               | Középvárosok 10 ezer lakó fölött               | Középvárosok 10 ezer lakó fölött               |                                                | Nagyvárosok megyei jogú város / fővárosi kerület | Nagyvárosok megyei jogú város / fővárosi kerület | Nagyvárosok megyei jogú város / fővárosi kerület | Nagyvárosok megyei jogú város / fővárosi kerület |                                                | Összesen                                       | Összesen                                       | Összesen                                       | Összesen                                       |
| Megye / főváros                                | Önk.                                           | Jelöltek száma                                 | Jelöltek száma                                 | Jelöltek száma                                 | Önk.                                           | Jelöltek száma                                 | Jelöltek száma                                 | Jelöltek száma                                 | Önk.                                           | Jelöltek száma                                 | Jelöltek száma                                 | Jelöltek száma                                   | Önk.                                             | Jelöltek száma                                   | Jelöltek száma                                   | Jelöltek száma                                 |                                                |                                                |                                                |                                                |
| Megye / főváros                                | Önk.                                           | F.                                             | P.                                             | ∑                                              | Önk.                                           | F.                                             | P.                                             | ∑                                              | Önk.                                           | F.                                             | P.                                             | ∑                                                | Önk.                                             | F.                                               | P.                                               | ∑                                              |                                                |                                                |                                                |                                                |
| ---------------------------------------------- | ---------------------------------------------- | ---------------------------------------------- | ---------------------------------------------- | ---------------------------------------------- | ---------------------------------------------- | ---------------------------------------------- | ---------------------------------------------- | ---------------------------------------------- | ---------------------------------------------- | ---------------------------------------------- | ---------------------------------------------- | ------------------------------------------------ | ------------------------------------------------ | ------------------------------------------------ | ------------------------------------------------ | ---------------------------------------------- | ---------------------------------------------- | ---------------------------------------------- | ---------------------------------------------- | ---------------------------------------------- |
|                                                |                                                |                                                |                                                |                                                |                                                |                                                |                                                |                                                |                                                |                                                |                                                |                                                  |                                                  |                                                  |                                                  |                                                |                                                |                                                |                                                |                                                |
| Baranya                                        |                                                | 296                                            | 654                                            | 52                                             | 706                                            |                                                | 4                                              | 9                                              | 8                                              | 17                                             |                                                | 1                                                | 0                                                | 4                                                | 4                                                |                                                | 301                                            | 663                                            | 64                                             | 727                                            |
| Fejér                                          | 102                                            | 233                                            | 40                                             | 273                                            | 3                                              | 6                                              | 8                                              | 14                                             | 2                                              | 0                                              | 7                                              | 7                                                | 107                                              | 239                                              | 55                                               | 294                                            |                                                |                                                |                                                |                                                |
| Győr-Moson-Sopron                              | 168                                            | 358                                            | 26                                             | 384                                            | 3                                              | 3                                              | 7                                              | 10                                             | 2                                              | 0                                              | 7                                              | 7                                                | 173                                              | 361                                              | 40                                               | 401                                            |                                                |                                                |                                                |                                                |
| Komárom-Esztergom                              | 68                                             | 133                                            | 18                                             | 151                                            | 5                                              | 8                                              | 18                                             | 26                                             | 1                                              | 2                                              | 5                                              | 7                                                | 74                                               | 143                                              | 41                                               | 184                                            |                                                |                                                |                                                |                                                |
| Somogy                                         | 239                                            | 520                                            | 73                                             | 593                                            | 4                                              | 3                                              | 9                                              | 12                                             | 1                                              | 0                                              | 2                                              | 2                                                | 244                                              | 523                                              | 84                                               | 607                                            |                                                |                                                |                                                |                                                |
| Tolna                                          | 102                                            | 241                                            | 23                                             | 264                                            | 5                                              | 9                                              | 11                                             | 20                                             | 1                                              | 0                                              | 3                                              | 3                                                | 108                                              | 250                                              | 37                                               | 287                                            |                                                |                                                |                                                |                                                |
| Vas                                            | 211                                            | 401                                            | 25                                             | 426                                            | 4                                              | 3                                              | 13                                             | 16                                             | 1                                              | 1                                              | 4                                              | 5                                                | 216                                              | 405                                              | 42                                               | 447                                            |                                                |                                                |                                                |                                                |
| Veszprém                                       | 219                                            | 457                                            | 36                                             | 493                                            | 5                                              | 3                                              | 17                                             | 20                                             | 1                                              | 2                                              | 2                                              | 4                                                | 225                                              | 462                                              | 55                                               | 517                                            |                                                |                                                |                                                |                                                |
| Zala                                           | 254                                            | 537                                            | 49                                             | 586                                            | 1                                              | 1                                              | 4                                              | 5                                              | 2                                              | 1                                              | 9                                              | 10                                               | 257                                              | 539                                              | 62                                               | 601                                            |                                                |                                                |                                                |                                                |
| Dunántúl                                       |                                                | 1 659                                          | 3 534                                          | 342                                            | 3 876                                          |                                                | 34                                             | 45                                             | 95                                             | 140                                            |                                                | 12                                               | 6                                                | 43                                               | 49                                               |                                                | 1 705                                          | 3 585                                          | 480                                            | 4 065                                          |
|                                                |                                                |                                                |                                                |                                                |                                                |                                                |                                                |                                                |                                                |                                                |                                                |                                                  |                                                  |                                                  |                                                  |                                                |                                                |                                                |                                                |                                                |
| Bács-Kiskun                                    |                                                | 108                                            | 233                                            | 32                                             | 265                                            |                                                | 9                                              | 5                                              | 22                                             | 27                                             |                                                | 1                                                | 0                                                | 6                                                | 6                                                |                                                | 118                                            | 238                                            | 60                                             | 298                                            |
| Békés                                          | 66                                             | 141                                            | 54                                             | 195                                            | 8                                              | 7                                              | 22                                             | 29                                             | 1                                              | 1                                              | 3                                              | 4                                                | 75                                               | 149                                              | 79                                               | 228                                            |                                                |                                                |                                                |                                                |
| Borsod-Abaúj-Zemplén                           | 345                                            | 841                                            | 110                                            | 951                                            | 9                                              | 10                                             | 27                                             | 37                                             | 1                                              | 0                                              | 4                                              | 4                                                | 355                                              | 851                                              | 141                                              | 992                                            |                                                |                                                |                                                |                                                |
| Csongrád                                       | 55                                             | 112                                            | 35                                             | 147                                            | 3                                              | 3                                              | 8                                              | 11                                             | 2                                              | 2                                              | 5                                              | 7                                                | 60                                               | 117                                              | 48                                               | 165                                            |                                                |                                                |                                                |                                                |
| Hajdú-Bihar                                    | 74                                             | 163                                            | 39                                             | 202                                            | 7                                              | 7                                              | 17                                             | 24                                             | 1                                              | 1                                              | 5                                              | 6                                                | 82                                               | 171                                              | 61                                               | 232                                            |                                                |                                                |                                                |                                                |
| Heves                                          | 114                                            | 270                                            | 66                                             | 336                                            | 3                                              | 5                                              | 14                                             | 19                                             | 1                                              | 0                                              | 3                                              | 3                                                | 118                                              | 275                                              | 83                                               | 358                                            |                                                |                                                |                                                |                                                |
| Jász-Nagykun-Szolnok                           | 68                                             | 158                                            | 37                                             | 195                                            | 9                                              | 12                                             | 23                                             | 35                                             | 1                                              | 1                                              | 3                                              | 4                                                | 78                                               | 171                                              | 63                                               | 234                                            |                                                |                                                |                                                |                                                |
| Nógrád                                         | 123                                            | 275                                            | 64                                             | 339                                            | 3                                              | 6                                              | 7                                              | 13                                             | 1                                              | 0                                              | 4                                              | 4                                                | 127                                              | 281                                              | 75                                               | 356                                            |                                                |                                                |                                                |                                                |
| Szabolcs-Szatmár-Bereg                         | 221                                            | 462                                            | 114                                            | 576                                            | 6                                              | 9                                              | 12                                             | 23                                             | 1                                              | 1                                              | 3                                              | 4                                                | 228                                              | 472                                              | 129                                              | 601                                            |                                                |                                                |                                                |                                                |
| Alföld és Észak                                |                                                | 1 174                                          | 2 655                                          | 551                                            | 3 206                                          |                                                | 57                                             | 64                                             | 152                                            | 218                                            |                                                | 10                                               | 6                                                | 36                                               | 42                                               |                                                | 1 241                                          | 2 725                                          | 739                                            | 3 464                                          |
|                                                |                                                |                                                |                                                |                                                |                                                |                                                |                                                |                                                |                                                |                                                |                                                |                                                  |                                                  |                                                  |                                                  |                                                |                                                |                                                |                                                |                                                |
| Pest                                           |                                                | 157                                            | 366                                            | 61                                             | 427                                            |                                                | 27                                             | 35                                             | 70                                             | 105                                            |                                                | 0                                                |                                                  |                                                  |                                                  |                                                | 184                                            | 401                                            | 131                                            | 532                                            |
| Budapest                                       | 0                                              |                                                |                                                |                                                | 0                                              |                                                |                                                |                                                | 23                                             | 5                                              | 83                                             | 88                                               | 23                                               | 5                                                | 83                                               | 88                                             |                                                |                                                |                                                |                                                |
| Közép-Magyarország                             |                                                | 157                                            | 366                                            | 61                                             | 427                                            |                                                | 27                                             | 35                                             | 70                                             | 105                                            |                                                | 23                                               | 5                                                | 83                                               | 88                                               |                                                | 207                                            | 406                                            | 214                                            | 620                                            |
|                                                |                                                |                                                |                                                |                                                |                                                |                                                |                                                |                                                |                                                |                                                |                                                |                                                  |                                                  |                                                  |                                                  |                                                |                                                |                                                |                                                |                                                |
| Összesen                                       |                                                | 2 990                                          | 6 555                                          | 954                                            | 7 509                                          |                                                | 118                                            | 144                                            | 317                                            | 463                                            |                                                | 45                                               | 17                                               | 162                                              | 179                                              |                                                | 3 153                                          | 6 716                                          | 1 433                                          | 8 149                                          |

### Képviselő-jelöltek
| Kistelepülési képviselő-jelöltek száma területi bontásban | Kistelepülési képviselő-jelöltek száma területi bontásban | Kistelepülési képviselő-jelöltek száma területi bontásban | Kistelepülési képviselő-jelöltek száma területi bontásban | Kistelepülési képviselő-jelöltek száma területi bontásban | Kistelepülési képviselő-jelöltek száma területi bontásban | Kistelepülési képviselő-jelöltek száma területi bontásban | Kistelepülési képviselő-jelöltek száma területi bontásban | Kistelepülési képviselő-jelöltek száma területi bontásban | Kistelepülési képviselő-jelöltek száma területi bontásban | Kistelepülési képviselő-jelöltek száma területi bontásban | Kistelepülési képviselő-jelöltek száma területi bontásban | Kistelepülési képviselő-jelöltek száma területi bontásban | Kistelepülési képviselő-jelöltek száma területi bontásban | Kistelepülési képviselő-jelöltek száma területi bontásban | Kistelepülési képviselő-jelöltek száma területi bontásban | Kistelepülési képviselő-jelöltek száma területi bontásban | Kistelepülési képviselő-jelöltek száma területi bontásban | Kistelepülési képviselő-jelöltek száma területi bontásban | Kistelepülési képviselő-jelöltek száma területi bontásban | Kistelepülési képviselő-jelöltek száma területi bontásban | Kistelepülési képviselő-jelöltek száma területi bontásban | Kistelepülési képviselő-jelöltek száma területi bontásban | Kistelepülési képviselő-jelöltek száma területi bontásban | Kistelepülési képviselő-jelöltek száma területi bontásban |
| Megye / főváros                                           |                                                           | 1 – 600 lakóig                                            | 1 – 600 lakóig                                            | 1 – 600 lakóig                                            | 1 – 600 lakóig                                            | 1 – 600 lakóig                                            |                                                           | 601 – 3 000 lakóig                                        | 601 – 3 000 lakóig                                        | 601 – 3 000 lakóig                                        | 601 – 3 000 lakóig                                        | 601 – 3 000 lakóig                                        |                                                           | 3 001 – 10 000 lakóig                                     | 3 001 – 10 000 lakóig                                     | 3 001 – 10 000 lakóig                                     | 3 001 – 10 000 lakóig                                     | 3 001 – 10 000 lakóig                                     |                                                           | Összesen                                                  | Összesen                                                  | Összesen                                                  | Összesen                                                  | Összesen                                                  |
| Megye / főváros                                           | Önk.                                                      | Képv.                                                     | Jelöltek száma                                            | Jelöltek száma                                            | Jelöltek száma                                            | Önk.                                                      | Képv.                                                     | Jelöltek száma                                            | Jelöltek száma                                            | Jelöltek száma                                            | Önk.                                                      | Képv.                                                     | Jelöltek száma                                            | Jelöltek száma                                            | Jelöltek száma                                            | Önk.                                                      | Képv.                                                     | Jelöltek száma                                            | Jelöltek száma                                            | Jelöltek száma                                            |                                                           |                                                           |                                                           |                                                           |
| Megye / főváros                                           | Önk.                                                      | Képv.                                                     | F.                                                        | P.                                                        | ∑                                                         | Önk.                                                      | Képv.                                                     | F.                                                        | P.                                                        | ∑                                                         | Önk.                                                      | Képv.                                                     | F.                                                        | P.                                                        | ∑                                                         | Önk.                                                      | Képv.                                                     | F.                                                        | P.                                                        | ∑                                                         |                                                           |                                                           |                                                           |                                                           |
| --------------------------------------------------------- | --------------------------------------------------------- | --------------------------------------------------------- | --------------------------------------------------------- | --------------------------------------------------------- | --------------------------------------------------------- | --------------------------------------------------------- | --------------------------------------------------------- | --------------------------------------------------------- | --------------------------------------------------------- | --------------------------------------------------------- | --------------------------------------------------------- | --------------------------------------------------------- | --------------------------------------------------------- | --------------------------------------------------------- | --------------------------------------------------------- | --------------------------------------------------------- | --------------------------------------------------------- | --------------------------------------------------------- | --------------------------------------------------------- | --------------------------------------------------------- | --------------------------------------------------------- | --------------------------------------------------------- | --------------------------------------------------------- | --------------------------------------------------------- |
|                                                           |                                                           |                                                           |                                                           |                                                           |                                                           |                                                           |                                                           |                                                           |                                                           |                                                           |                                                           |                                                           |                                                           |                                                           |                                                           |                                                           |                                                           |                                                           |                                                           |                                                           |                                                           |                                                           |                                                           |                                                           |
| Baranya                                                   |                                                           | 218                                                       | 1 074                                                     | 2 097                                                     | 87                                                        | 2 184                                                     |                                                           | 70                                                        | 522                                                       | 1 020                                                     | 130                                                       | 1 150                                                     |                                                           | 8                                                         | 90                                                        | 141                                                       | 81                                                        | 222                                                       |                                                           | 296                                                       | 1 686                                                     | 3 258                                                     | 298                                                       | 3 556                                                     |
| Fejér                                                     | 7                                                         | 35                                                        | 69                                                        | 4                                                         | 73                                                        | 70                                                        | 572                                                       | 1 046                                                     | 116                                                       | 1 162                                                     | 25                                                        | 287                                                       | 542                                                       | 111                                                       | 653                                                       | 102                                                       | 894                                                       | 1 657                                                     | 231                                                       | 1 888                                                     |                                                           |                                                           |                                                           |                                                           |
| Győr-Moson-Sopron                                         | 59                                                        | 285                                                       | 477                                                       | 17                                                        | 494                                                       | 99                                                        | 787                                                       | 1 182                                                     | 124                                                       | 1 306                                                     | 10                                                        | 112                                                       | 156                                                       | 49                                                        | 205                                                       | 168                                                       | 1 184                                                     | 1 815                                                     | 190                                                       | 2 005                                                     |                                                           |                                                           |                                                           |                                                           |
| Komárom-Esztergom                                         | 9                                                         | 45                                                        | 88                                                        | 0                                                         | 88                                                        | 48                                                        | 394                                                       | 677                                                       | 103                                                       | 780                                                       | 11                                                        | 131                                                       | 219                                                       | 62                                                        | 281                                                       | 68                                                        | 570                                                       | 984                                                       | 165                                                       | 1 149                                                     |                                                           |                                                           |                                                           |                                                           |
| Somogy                                                    | 123                                                       | 601                                                       | 1 059                                                     | 56                                                        | 1 115                                                     | 109                                                       | 845                                                       | 1 537                                                     | 207                                                       | 1 744                                                     | 7                                                         | 87                                                        | 146                                                       | 74                                                        | 220                                                       | 239                                                       | 1 533                                                     | 2 742                                                     | 337                                                       | 3 079                                                     |                                                           |                                                           |                                                           |                                                           |
| Tolna                                                     | 32                                                        | 160                                                       | 309                                                       | 5                                                         | 314                                                       | 63                                                        | 501                                                       | 994                                                       | 96                                                        | 1 090                                                     | 7                                                         | 81                                                        | 142                                                       | 53                                                        | 195                                                       | 102                                                       | 742                                                       | 1 445                                                     | 154                                                       | 1 599                                                     |                                                           |                                                           |                                                           |                                                           |
| Vas                                                       | 138                                                       | 672                                                       | 946                                                       | 44                                                        | 990                                                       | 68                                                        | 502                                                       | 808                                                       | 62                                                        | 870                                                       | 5                                                         | 57                                                        | 123                                                       | 43                                                        | 166                                                       | 211                                                       | 1 231                                                     | 1 877                                                     | 149                                                       | 2 026                                                     |                                                           |                                                           |                                                           |                                                           |
| Veszprém                                                  | 117                                                       | 571                                                       | 996                                                       | 32                                                        | 1 028                                                     | 92                                                        | 692                                                       | 1 373                                                     | 84                                                        | 1 457                                                     | 10                                                        | 122                                                       | 232                                                       | 109                                                       | 341                                                       | 219                                                       | 1 385                                                     | 2 601                                                     | 225                                                       | 2 826                                                     |                                                           |                                                           |                                                           |                                                           |
| Zala                                                      | 168                                                       | 780                                                       | 1 412                                                     | 138                                                       | 1 550                                                     | 80                                                        | 598                                                       | 993                                                       | 92                                                        | 1 085                                                     | 6                                                         | 70                                                        | 84                                                        | 18                                                        | 102                                                       | 254                                                       | 1 448                                                     | 2 489                                                     | 248                                                       | 2 737                                                     |                                                           |                                                           |                                                           |                                                           |
| Dunántúl                                                  |                                                           | 871                                                       | 4 223                                                     | 7 453                                                     | 383                                                       | 7 836                                                     |                                                           | 699                                                       | 5 413                                                     | 9 630                                                     | 1 014                                                     | 10 644                                                    |                                                           | 89                                                        | 1 037                                                     | 1 785                                                     | 600                                                       | 2 385                                                     |                                                           | 1 659                                                     | 10 673                                                    | 18 868                                                    | 1 997                                                     | 20 865                                                    |
|                                                           |                                                           |                                                           |                                                           |                                                           |                                                           |                                                           |                                                           |                                                           |                                                           |                                                           |                                                           |                                                           |                                                           |                                                           |                                                           |                                                           |                                                           |                                                           |                                                           |                                                           |                                                           |                                                           |                                                           |                                                           |
| Bács-Kiskun                                               |                                                           | 8                                                         | 40                                                        | 75                                                        | 2                                                         | 77                                                        |                                                           | 72                                                        | 602                                                       | 1 099                                                     | 200                                                       | 1 299                                                     |                                                           | 28                                                        | 328                                                       | 604                                                       | 208                                                       | 812                                                       |                                                           | 108                                                       | 970                                                       | 1 778                                                     | 410                                                       | 2 188                                                     |
| Békés                                                     | 7                                                         | 35                                                        | 81                                                        | 7                                                         | 88                                                        | 38                                                        | 316                                                       | 639                                                       | 195                                                       | 834                                                       | 21                                                        | 257                                                       | 416                                                       | 297                                                       | 713                                                       | 66                                                        | 608                                                       | 1 136                                                     | 499                                                       | 1 635                                                     |                                                           |                                                           |                                                           |                                                           |
| Borsod-Abaúj-Zemplén                                      | 153                                                       | 733                                                       | 1 633                                                     | 71                                                        | 1 704                                                     | 166                                                       | 1 306                                                     | 3 163                                                     | 325                                                       | 3 488                                                     | 26                                                        | 302                                                       | 726                                                       | 246                                                       | 972                                                       | 345                                                       | 2 341                                                     | 5 522                                                     | 642                                                       | 6 164                                                     |                                                           |                                                           |                                                           |                                                           |
| Csongrád                                                  | 6                                                         | 30                                                        | 64                                                        | 4                                                         | 69                                                        | 28                                                        | 234                                                       | 440                                                       | 109                                                       | 549                                                       | 21                                                        | 243                                                       | 425                                                       | 173                                                       | 598                                                       | 55                                                        | 507                                                       | 929                                                       | 286                                                       | 1 215                                                     |                                                           |                                                           |                                                           |                                                           |
| Hajdú-Bihar                                               | 6                                                         | 30                                                        | 67                                                        | 7                                                         | 74                                                        | 45                                                        | 371                                                       | 788                                                       | 128                                                       | 916                                                       | 23                                                        | 281                                                       | 627                                                       | 239                                                       | 866                                                       | 74                                                        | 682                                                       | 1 482                                                     | 374                                                       | 1 856                                                     |                                                           |                                                           |                                                           |                                                           |
| Heves                                                     | 12                                                        | 60                                                        | 97                                                        | 15                                                        | 112                                                       | 83                                                        | 675                                                       | 1 204                                                     | 311                                                       | 1 515                                                     | 19                                                        | 213                                                       | 373                                                       | 154                                                       | 527                                                       | 114                                                       | 948                                                       | 1 674                                                     | 480                                                       | 2 154                                                     |                                                           |                                                           |                                                           |                                                           |
| Jász-Nagykun-Szolnok                                      | 5                                                         | 25                                                        | 37                                                        | 14                                                        | 51                                                        | 41                                                        | 337                                                       | 672                                                       | 158                                                       | 830                                                       | 22                                                        | 268                                                       | 529                                                       | 208                                                       | 737                                                       | 68                                                        | 630                                                       | 1 238                                                     | 380                                                       | 1 618                                                     |                                                           |                                                           |                                                           |                                                           |
| Nógrád                                                    | 36                                                        | 178                                                       | 332                                                       | 19                                                        | 351                                                       | 84                                                        | 656                                                       | 1 199                                                     | 241                                                       | 1 440                                                     | 3                                                         | 35                                                        | 64                                                        | 53                                                        | 117                                                       | 123                                                       | 869                                                       | 1 595                                                     | 313                                                       | 1 908                                                     |                                                           |                                                           |                                                           |                                                           |
| Szabolcs-Szatmár-Bereg                                    | 42                                                        | 206                                                       | 486                                                       | 28                                                        | 514                                                       | 144                                                       | 1 150                                                     | 2 734                                                     | 370                                                       | 3 104                                                     | 35                                                        | 407                                                       | 937                                                       | 325                                                       | 1 262                                                     | 221                                                       | 1 763                                                     | 4 157                                                     | 723                                                       | 4 880                                                     |                                                           |                                                           |                                                           |                                                           |
| Alföld és Észak                                           |                                                           | 275                                                       | 1 337                                                     | 2 872                                                     | 167                                                       | 3 040                                                     |                                                           | 701                                                       | 5 647                                                     | 11 938                                                    | 2 037                                                     | 13 975                                                    |                                                           | 198                                                       | 2 334                                                     | 4 701                                                     | 1 903                                                     | 6 604                                                     |                                                           | 1 174                                                     | 9 318                                                     | 19 511                                                    | 4 107                                                     | 23 618                                                    |
|                                                           |                                                           |                                                           |                                                           |                                                           |                                                           |                                                           |                                                           |                                                           |                                                           |                                                           |                                                           |                                                           |                                                           |                                                           |                                                           |                                                           |                                                           |                                                           |                                                           |                                                           |                                                           |                                                           |                                                           |                                                           |
| Pest megye                                                |                                                           | 6                                                         | 30                                                        | 53                                                        | 1                                                         | 54                                                        |                                                           | 89                                                        | 737                                                       | 1 425                                                     | 183                                                       | 1 608                                                     |                                                           | 62                                                        | 740                                                       | 1 355                                                     | 389                                                       | 1 744                                                     |                                                           | 157                                                       | 1 507                                                     | 2 833                                                     | 573                                                       | 3 406                                                     |
| Közép-Magyarország                                        |                                                           | 6                                                         | 30                                                        | 53                                                        | 1                                                         | 54                                                        |                                                           | 89                                                        | 737                                                       | 1 425                                                     | 183                                                       | 1 608                                                     |                                                           | 62                                                        | 740                                                       | 1 355                                                     | 389                                                       | 1 744                                                     |                                                           | 157                                                       | 1 507                                                     | 2 833                                                     | 573                                                       | 3 406                                                     |
|                                                           |                                                           |                                                           |                                                           |                                                           |                                                           |                                                           |                                                           |                                                           |                                                           |                                                           |                                                           |                                                           |                                                           |                                                           |                                                           |                                                           |                                                           |                                                           |                                                           |                                                           |                                                           |                                                           |                                                           |                                                           |
| Összesen                                                  |                                                           | 1 152                                                     | 5 590                                                     | 10 378                                                    | 561                                                       | 10 930                                                    |                                                           | 1 489                                                     | 11 797                                                    | 22 993                                                    | 3 234                                                     | 26 227                                                    |                                                           | 349                                                       | 4 111                                                     | 7 841                                                     | 2 892                                                     | 10 733                                                    |                                                           | 2 990                                                     | 21 498                                                    | 41 212                                                    | 6 677                                                     | 47 889                                                    |

## Részvétel
A 8,1 millió szavazásra jogosult polgárból 3,7 millió vett részt a választáson (46%).
|                                                      | Szavazók  | Részvétel |
| ---------------------------------------------------- | --------- | --------- |
| kistelepülések 10 ezer lakóig                        | 1 728 753 | 53,19%    |
| középvárosok 10 ezer lakó fölött                     | 718 810   | 40,81%    |
| nagyvárosok megyei jogú városok / fővárosi kerületek | 1 263 902 | 40,54%    |
| Összesen                                             | 3 711 465 | 45,65%    |

|                    |        |           |         |           |           |  |           |
| Dunántúl           |        | 673 850   | 202 207 | 294 386   | 1 170 443 |  | 876 057   |
| Dunántúl           | 54,31% | 42,28%    | 38,82%  | 47,25%    | 50,96%    |  |           |
|                    |        |           |         |           |           |  |           |
| Alföld és Észak    |        | 870 410   | 350 050 | 316 180   | 1 536 640 |  | 1 220 460 |
| Alföld és Észak    | 53,68% | 40,68%    | 36,60%  | 45,93%    | 49,17%    |  |           |
|                    |        |           |         |           |           |  |           |
| Közép-Magyarország |        | 184 493   | 166 553 | 653 336   | 1 004 382 |  | 1 004 382 |
| Közép-Magyarország | 47,53% | 39,39%    | 43,69%  | 43,55%    | 43,55%    |  |           |
|                    |        |           |         |           |           |  |           |
| Országosan         |        | 1 728 753 | 718 810 | 1 263 902 | 3 711 465 |  | 3 100 899 |
| Országosan         | 53,19% | 40,81%    | 40,54%  | 45,65%    | 47,65%    |  |           |
|                    |        |           |         |           |           |  |           |

| Részletes részvételi adatok területi bontásban | Részletes részvételi adatok területi bontásban | Részletes részvételi adatok területi bontásban | Részletes részvételi adatok területi bontásban | Részletes részvételi adatok területi bontásban | Részletes részvételi adatok területi bontásban   | Részletes részvételi adatok területi bontásban   | Részletes részvételi adatok területi bontásban | Részletes részvételi adatok területi bontásban | Részletes részvételi adatok területi bontásban |
| Megye / főváros                                | Kistelepülések 10 ezer lakóig                  | Kistelepülések 10 ezer lakóig                  | Középvárosok 10 ezer lakó fölött               | Középvárosok 10 ezer lakó fölött               | Nagyvárosok megyei jogú város / fővárosi kerület | Nagyvárosok megyei jogú város / fővárosi kerület | Összesen                                       | Összesen                                       |                                                |
| Megye / főváros                                | Szav.                                          | %                                              | Szav.                                          | %                                              | Szav.                                            | %                                                | Szav.                                          | %                                              |                                                |
| ---------------------------------------------- | ---------------------------------------------- | ---------------------------------------------- | ---------------------------------------------- | ---------------------------------------------- | ------------------------------------------------ | ------------------------------------------------ | ---------------------------------------------- | ---------------------------------------------- | ---------------------------------------------- |
|                                                |                                                |                                                |                                                |                                                |                                                  |                                                  |                                                |                                                |                                                |
| Baranya                                        | 84 334                                         | 60,17%                                         | 22 783                                         | 40,60%                                         | 45 618                                           | 34,90%                                           | 152 735                                        | 46,71%                                         |                                                |
| Fejér                                          | 82 980                                         | 47,62%                                         | 12 883                                         | 42,09%                                         | 51 594                                           | 39,98%                                           | 147 457                                        | 44,16%                                         |                                                |
| Győr-Moson-Sopron                              | 83 441                                         | 54,21%                                         | 18 740                                         | 45,03%                                         | 62 573                                           | 42,48%                                           | 164 754                                        | 48,06%                                         |                                                |
| Komárom-Esztergom                              | 52 858                                         | 50,08%                                         | 37 899                                         | 45,03%                                         | 20 423                                           | 35,01%                                           | 111 180                                        | 44,82%                                         |                                                |
| Somogy                                         | 89 424                                         | 53,86%                                         | 19 495                                         | 39,88%                                         | 21 152                                           | 37,99%                                           | 130 071                                        | 48,07%                                         |                                                |
| Tolna                                          | 59 253                                         | 54,51%                                         | 25 593                                         | 40,81%                                         | 12 547                                           | 43,09%                                           | 97 393                                         | 48,57%                                         |                                                |
| Vas                                            | 63 108                                         | 58,80%                                         | 20 320                                         | 49,38%                                         | 28 389                                           | 42,46%                                           | 111 817                                        | 51,93%                                         |                                                |
| Veszprém                                       | 85 428                                         | 55,49%                                         | 37 780                                         | 39,56%                                         | 20 335                                           | 41,57%                                           | 143 543                                        | 48,11%                                         |                                                |
| Zala                                           | 73 024                                         | 55,85%                                         | 6 714                                          | 38,25%                                         | 31 755                                           | 34,39%                                           | 111 493                                        | 46,33%                                         |                                                |
| Dunántúl                                       | 673 850                                        | 54,31%                                         | 202 207                                        | 42,28%                                         | 294 386                                          | 38,82%                                           | 1 170 443                                      | 47,25%                                         |                                                |
|                                                |                                                |                                                |                                                |                                                |                                                  |                                                  |                                                |                                                |                                                |
| Bács-Kiskun                                    | 96 509                                         | 46,52%                                         | 57 452                                         | 39,96%                                         | 27 531                                           | 32,71%                                           | 181 492                                        | 41,69%                                         |                                                |
| Békés                                          | 71 630                                         | 49,02%                                         | 48 057                                         | 38,61%                                         | 19 352                                           | 36,05%                                           | 139 039                                        | 42,88%                                         |                                                |
| Borsod-Abaúj-Zemplén                           | 181 698                                        | 61,45%                                         | 63 168                                         | 44,38%                                         | 55 343                                           | 36,88%                                           | 300 209                                        | 51,05%                                         |                                                |
| Csongrád                                       | 53 803                                         | 48,40%                                         | 24 512                                         | 39,30%                                         | 60 383                                           | 35,33%                                           | 138 698                                        | 40,26%                                         |                                                |
| Hajdú-Bihar                                    | 76 677                                         | 48,35%                                         | 42 540                                         | 40,06%                                         | 60 476                                           | 36,49%                                           | 179 693                                        | 41,74%                                         |                                                |
| Heves                                          | 82 315                                         | 51,16%                                         | 20 832                                         | 37,19%                                         | 18 941                                           | 40,13%                                           | 122 088                                        | 46,23%                                         |                                                |
| Jász-Nagykun-Szolnok                           | 74 078                                         | 49,38%                                         | 47 066                                         | 38,31%                                         | 23 513                                           | 37,49%                                           | 144 657                                        | 43,10%                                         |                                                |
| Nógrád                                         | 60 679                                         | 57,80%                                         | 15 060                                         | 43,32%                                         | 15 341                                           | 40,42%                                           | 91 080                                         | 51,25%                                         |                                                |
| Szabolcs-Szatmár-Bereg                         | 173 021                                        | 60,37%                                         | 31 363                                         | 46,37%                                         | 35 300                                           | 38,56%                                           | 239 684                                        | 53,77%                                         |                                                |
| Alföld és Észak                                | 870 410                                        | 53,68%                                         | 350 050                                        | 40,68%                                         | 316 180                                          | 36,60%                                           | 1 536 640                                      | 45,93%                                         |                                                |
|                                                |                                                |                                                |                                                |                                                |                                                  |                                                  |                                                |                                                |                                                |
| Pest                                           | 184 493                                        | 47,53%                                         | 166 553                                        | 39,39%                                         | –                                                |                                                  | 351 046                                        | 43,29%                                         |                                                |
| Budapest                                       | –                                              |                                                | –                                              |                                                | 653 336                                          | 43,69%                                           | 653 336                                        | 43,69%                                         |                                                |
| Közép-Magyarország                             | 184 493                                        | 47,53%                                         | 166 553                                        | 39,39%                                         | 653 336                                          | 43,69%                                           | 1 004 382                                      | 43,55%                                         |                                                |
|                                                |                                                |                                                |                                                |                                                |                                                  |                                                  |                                                |                                                |                                                |
| Összesen                                       | 1 728 753                                      | 53,19%                                         | 718 810                                        | 40,81%                                         | 1 263 902                                        | 40,54%                                           | 3 711 465                                      | 45,65%                                         |                                                |
|                                                |                                                |                                                |                                                |                                                |                                                  |                                                  |                                                |                                                |                                                |

## Eredmények

### Budapest

#### Főpolgármester
| Jelölt neve    | Jelölő szerv.                | Szavazatok száma | Szavazatok aránya |
| -------------- | ---------------------------- | ---------------- | ----------------- |
| Demszky Gábor  | Szabad Demokraták Szövetsége | 373 969          | 58,22%            |
| Latorcai János | FIDESZ, MDF, MDNP, FKgP      | 250 335          | 38,97%            |
| Kollát Pál     | Munkáspárt                   | 18 008           | 2,8%              |
| Összesen       |                              | 746 2521         | 100%              |

### Megyei jogú városok
| Város neve       | Győztes              | Párt                    | Eredmény |
| ---------------- | -------------------- | ----------------------- | -------- |
| Békéscsaba       | Pap János            | SZDSZ                   | 45,14%   |
| Debrecen         | Kósa Lajos           | FIDESZ                  | 54,77%   |
| Dunaújváros      | Kovács Pál           | MSZP                    | 48,61%   |
| Eger             | Nagy Imre            | MSZP-SZDSZ              | 49,05%   |
| Győr             | Balogh József        | MSZP                    | 56,52%   |
| Hódmezővásárhely | Rapcsák András       | FIDESZ-MDF              | 62,71%   |
| Kaposvár         | Szita Károly         | FIDESZ                  | 80,1%    |
| Kecskemét        | Szécsi Gábor         | FIDESZ-MDF-VP           | 35,12%   |
| Miskolc          | Kobold Tamás         | FIDESZ-KDNP             | 48,23%   |
| Nagykanizsa      | Tüttő István         | MSZP                    | 40,15%   |
| Nyíregyháza      | Csabai Lászlóné      | MSZP                    | 49,6%    |
| Pécs             | Toller László        | MSZP                    | 46,55%   |
| Salgótarján      | Puszta Béla          | MSZP                    | 46,19%   |
| Sopron           | Gimesi Szabolcs      | SZS                     | 32,02%   |
| Szeged           | Bartha László        | FIDESZ, MDF, MDNP, FKgP | 39,13%   |
| Székesfehérvár   | Warvasovszky Tihamér | MSZP-SZDSZ              | 44,87%   |
| Szekszárd        | Kocsis Imre Antal    | SZDSZ                   | 51,57%   |
| Szolnok          | Szalay Ferenc        | FIDESZ, MDF, KDNP, FKgP | 41,8%    |
| Szombathely      | Szabó Gábor          | FIDESZ, MDF             | 43,04%   |
| Tatabánya        | Bencsik János        | független               | 47,35%   |
| Veszprém         | Dióssy László        | MSZP-SZDSZ              | 46,23%   |
| Zalaegerszeg     | Gyimesi Endre        | FIDESZ, MDF, FKgP       | 50,89%   |